# Puniša Račić

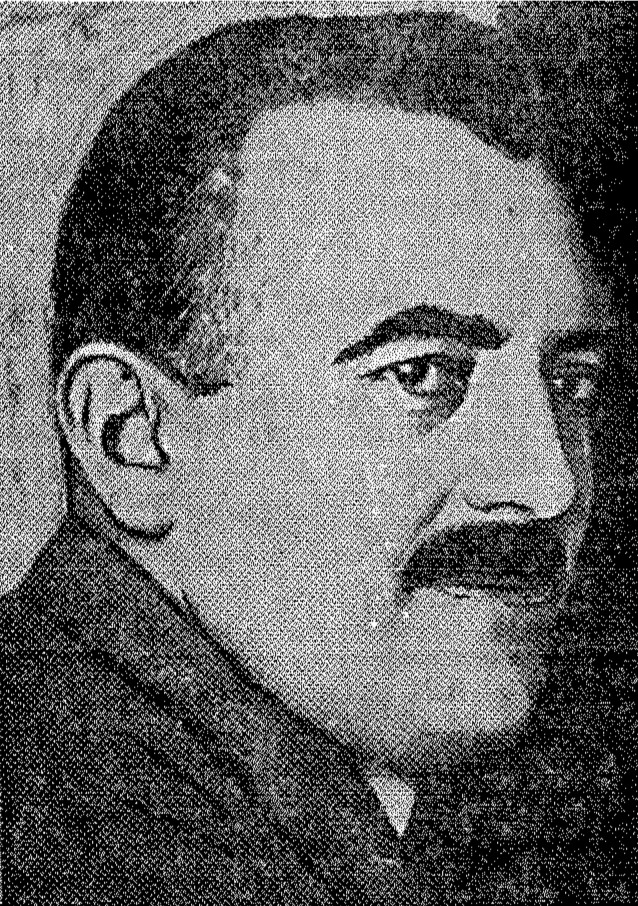
Puniša Račić (um 1925)

Puniša Račić (serbisch-kyrillisch Пуниша Рачић; * 12. Juli 1886 in Slatina zu Andrijevica, Fürstentum Montenegro; † 15. Oktober 1944 in Belgrad, Militärverwaltungsgebiet Serbien) war ein Tschetnik-Führer, jugoslawischer Politiker der Radikalen Volkspartei, Parlamentsabgeordneter und politischer Mörder.

## Leben

### Tschetnik-Führer

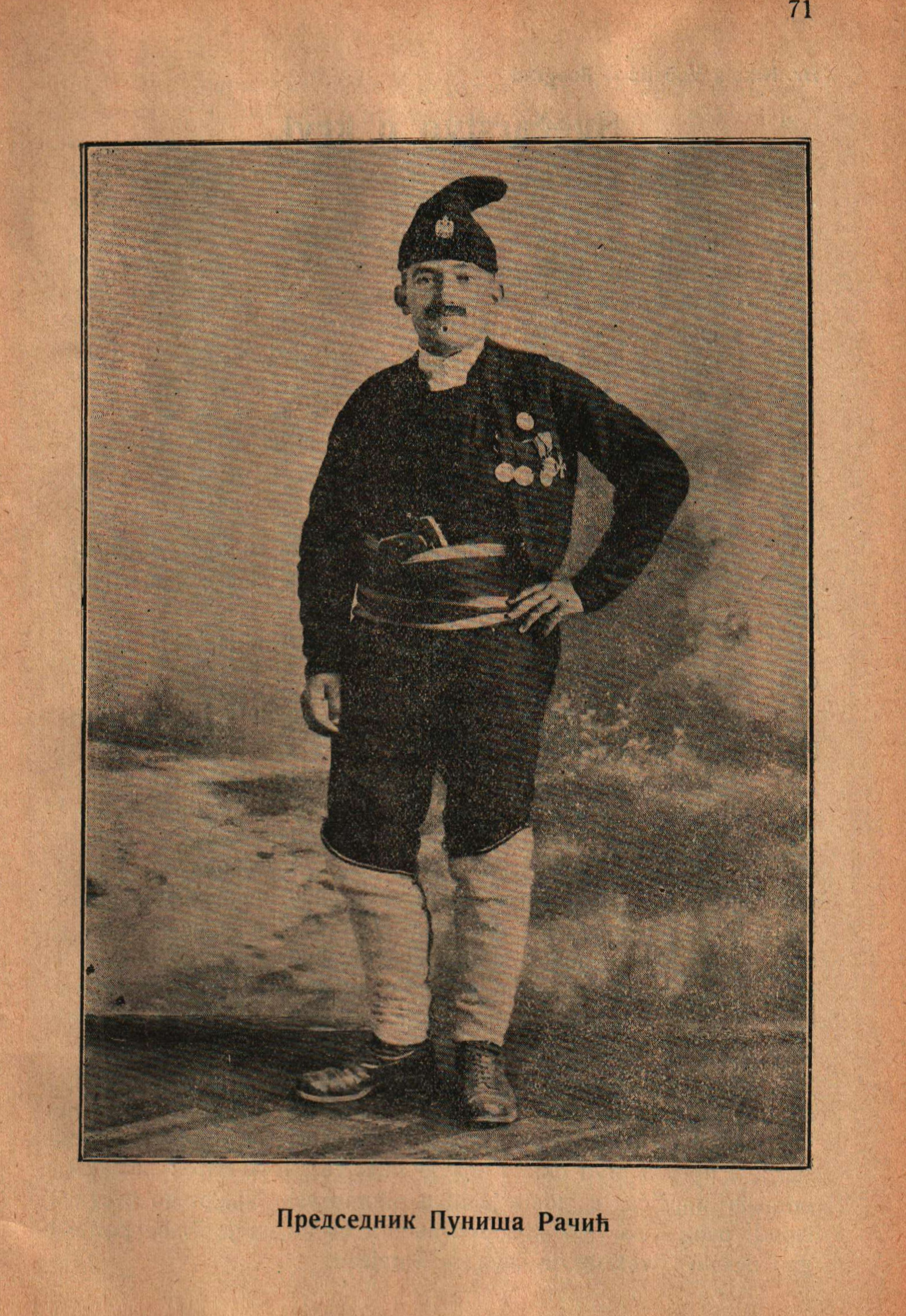
Puniša Račić als Tschetnik-Führer (1927)

Puniša Račić leitete bis 1928 die paramilitärische Udruženje srpskih četnika „Petar Mrkonjić“ za kralja i otadžbinu (Vereinigung der serbischen Tschetniks „Petar Mrkonjić“ für König und Vaterland), die eine großserbische Ideologie verfolgte. Diese ging im Juli 1925 aus der Vereinigung zweier Tschetnik-Organisationen hervor. Zudem führte er die Serbische Nationale Jugend (Srpska nacionalna omladina), kurz SRNAO. Die SRNAO war eine Mischung aus Jugendorganisation und Parteimiliz der Radikalen Volkspartei, die insbesondere in den frühen 1920er-Jahren in Aktionseinheit mit der nationalistischen bis faschistischen Organisation Jugoslawischer Nationalisten (Organizacija Jugoslavenskih Nacionalista), kurz ORJUNA, agierte.

### Abgeordneter und Attentäter
Račić wurde im September 1927 als Vertreter der Radikalen Volkspartei in das jugoslawische Parlament gewählt.

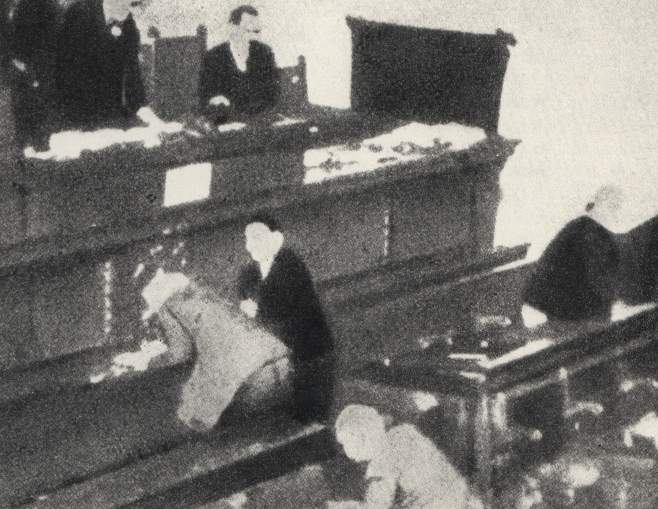
Račić beim Attentat auf Stjepan Radić und die anderen kroatischen Parlamentsabgeordneten

In der Parlamentssitzung am 20. Juni 1928 schoss Račić auf fünf Abgeordnete der kroatischen Bauernpartei. Er tötete die kroatischen Abgeordneten Pavle Radić und Đuro Basariček und verletzte Ivan Pernar, Ivan Granđa und den Parteivorsitzenden Stjepan Radić. Radić starb am 8. August 1928 an den Folgen des Attentats.

Der serbische Abgeordnete Pavle Goranić berichtete als Augenzeuge über das Attentat: 

„Am 20. Juli ging ich gegen Mittag vom Konak zum Parlament, das damals noch in einer umgebauten großen Stallung in der Fürst-Milosch-Straße untergebracht war, und setzte mich auf meinen Platz in der vierten Reihe. Die Bänke der kroatischen Opposition, die mit ihren Verbündeten etwa 100 Abgeordnete zählte, waren voll besetzt. Bei uns, den serbischen Regierungsparteien, war dagegen alles leer, vielleicht zwei Dutzend von unseren 200 Abgeordneten waren da. Nach wenigen Minuten ging der übliche Tumult los. Der Präsident, Dr. Ninko Peritsch, ein Protegé der Generale, schwang vergeblich seine Glocke. Das ging viertelstundenweise so weiter. Es mochte gerade vier Uhr nachmittags sein, als der radikale Abgeordnete Punischa Reisebusch, ein Serbe aus Montenegro, der trotz geringer Fähigkeiten viel Ehrgeiz zeigte, einen Zwischenruf machte. Ihm antwortete der kroatische Abgeordnete Pernar: "Schweig, alter Räuber! Wann hast du den letzten Beg ausgeplündert?"
Ratschitsch sprudelt eine Flut von Beschimpfungen hervor. "Nimm das zurück, du Gauner ... Herr Präsident! Er muß es zurücknehmen!"
Wieder kommt es zu einem Tumult, in dem man sein eigenes Wort nicht versteht. Ratschitsch stürmt nach vorne, zum Präsidenten, der in diesem Augenblick die Sitzung unterbricht. Da zögert er einen Augenblick, springt auf die rechte Rednertribüne und schießt, aus einer Entfernung von zwei Metern, auf die vorderste Bank der Kroaten, auf welcher der große, dicke Pernar neben Grandja, Stefan Raditsch und Pribitschewitsch sitzt.
Jetzt springen weiter hinten Pavle Raditsch, der Neffe des Kroatenführers, und Professor Basaritschek auf, wollen sich auf Ratschitsch stürzen. Der schießt weiter, Pavle Raditsch und Basaritschek fallen, beide sind sofort tot, Pernar und Grandja sind verletzt, Stefan Raditsch ist auf seinem Sitz zusammengesunken. Der Mörder stürmt ungehindert hinaus, um sich dem Innenminister Koroschetz zu übergeben.“

Auf die Ermordung des bei den Kroaten beliebten demokratischen Volks- und Bauernführers Radić folgte eine Staatskrise. Der jugoslawische König Alexander I. nahm diese zum Anlass, um am 6. Januar 1929 einen Staatsstreich durchzuführen. Er verbot die kroatischen nationalen Symbole, löste alle politischen Parteien und das Parlament auf, suspendierte die Verfassung von 1921 und proklamierte eine Königsdiktatur. Dann ließ er eine neue Verfassung ausrufen und das Land in Königreich Jugoslawien umbenennen.

### Tod
Nach dem Balkanfeldzug der deutschen Wehrmacht lebte Račić in den Vororten von Belgrad, im unter deutscher Militärverwaltung stehenden Serbien. Während der Schlacht um Belgrad 1944 wurde Račić von kommunistischen Tito-Partisanen zum Tode verurteilt und erschossen.

## Familie
Račićs Sohn, der Artilleriehauptmann Dragoslav Račić (1905–1945), wurde nach dem Balkanfeldzug (1941) zum Tschetnik-Führer. Er stellte nicht zuletzt wegen seines wallenden Bartes und seiner bäuerlichen Kleidung den Archetypus eines serbischen Tschetniks dar.

## Quelle
- Zvonimir Kulundžić: Atentat na Stjepana Radića. [Attentat auf Stjepan Radić] (= Biblioteka "Vremeplov"). Stvarnost, 1967.